# Diósd, Pesta
Diósd  este un sat în districtul Érd, județul Pesta, Ungaria, având o populație de 8.484 de locuitori (2011). 

## Demografie
Componența etnică a satului Diósd
     Maghiari (90,94%)
     Germani (3,11%)
     Necunoscut (3,93%)
     Alții (2,02%)
Componența confesională a satului Diósd
     Romano-catolici (31,69%)
     Fără religie (25,9%)
     Reformați (8,46%)
     Atei (2,72%)
     Luterani (1,98%)
     Necunoscută (28,06%)
     Alte religii (4,86%)
Conform recensământului din 2011, satul Diósd avea 8.484 de locuitori. Din punct de vedere etnic, majoritatea locuitorilor (90,94%) erau maghiari, cu o minoritate de germani (3,11%). Apartenența etnică nu este cunoscută în cazul a 3,93% din locuitori. Nu există o religie majoritară, locuitorii fiind romano-catolici (31,69%), persoane fără religie (25,9%), reformați (8,46%), atei (2,72%) și luterani (1,98%). Pentru 28,06% din locuitori nu este cunoscută apartenența confesională.